# بيتي بيرد
بيتي بيرد (بالألمانية: Betty Bird)‏ هي ممثلة نمساوية، ولدت في 18 يونيو 1901 بفيينا في النمسا، وتوفيت في 4 مارس 1998 بروما في إيطاليا.

## وصلات خارجية
- بيتي بيرد على موقع IMDb (الإنجليزية)
- بيتي بيرد على موقع ألو سيني (الفرنسية)
- بيتي بيرد على موقع أول موفي (الإنجليزية)
- بيتي بيرد على موقع قاعدة بيانات الفيلم (الإنجليزية)
- بيتي بيرد على موقع كينوبويسك (الروسية)